# リバーウエスト湊町ビル
リバーウエスト湊町ビル（リバーウエストみなとまちビル）は、大阪市西区南堀江に所在するテナントビルである。旧名称は川西湊町ビル。

## 建築
道頓堀川右岸（北側）、西側の四つ橋筋深里橋と東側の阪神高速1号環状線の間に位置し、南東側の外壁は曲面を描いている。1935年（昭和10年）に阪神急行電鉄（現・阪急阪神ホールディングス）により建てられた当初は東側には西横堀川が流れており、南東側は川の合流部に面していた。上部には不動産会社「日商エステム」のネオンサインが掲出されている。この位置は竣工当初から広告塔として作られ、「阪急電車」の看板が掲げられていた。看板下部の、角に丸みをつけた大窓は後年の改修で設けられたものである。地下の「喫茶艇キャビン」には舷窓を模した丸窓と川に面したテラス席がある。